# Friedrich Rühs
Friedrich Rühs (Greifswald, 1 de março 1781 — Florença, 1 de fevereiro 1820) foi um historiador alemão e professor universitário. Em 1808, tornou-se professor na Universidade de Greifswald, associado à Faculdade de Filosofia. A partir de 1810, passou a lecionar história na Universidade Humboldt de Berlim. Estudou a história escandinava e germânica e emergiu como um nacionalista durante a Guerra da Libertação, com escritos xenofóbicos, contra a França e o judaísmo, que remontam ao início do antissemitismo. 

## Obra

### Nacionalismo e antissemitismo
Por intermédio do historiador e político Barthold Georg Niebuhr, Rühs contribuiu com o Preußischen Correspondenten (Correspondente Prussiano), onde assumiu um posicionamento nacionalista em seus escritos. Depois que Greifswald deixou de compor a Pomerânia sueca, tornando-se parte do Reino da Prússia enquanto Província da Pomerânia, em 1815, Rühs criticou duramente o período histórico do domínio sueco do norte da Alemanha (Schwedenzeit) em um ensaio. No mesmo ano, ele publicou o livro Historische Entwickelung des Einflusses Frankreichs und der Franzosen auf Deutschland und die Deutschen (Desenvolvimento histórico da influência da França e dos franceses  sobre a Alemanha e os alemães), retratando os gauleses como "arqui-inimigos" e "opressores eternos" dos alemães.
Friedrich Rühs fez parte de um dos diferentes grupos envolvidos na controvérsia sobre a mitologia nacional germânica. Ele incorporava o nacionalismo protestante, ou seja, um grupo influenciado pela teologia protestante neokantiana e visava uma reforma imediata das instituições políticas e religiosas na Alemanha. Esse grupo incorporou a noção de uma mitologia nacional semelhante à dos gregos, mas insistiu na maleabilidade do simbolismo estético e religioso e a sua eventual subordinação à autonomia individual. Em oposição ao nacionalismo protestante estavam os liberais moderados, representados, por exemplo, pelos irmãos Grimms, que acreditavam em reformas lentas e graduais das instituições alemãs, construídas sob princípios da nacionalidade, da lei e da honra. Além disso, opunham-se aos demais grupos os conservadores, defendendo o retorno aos valores cristãos medievais como parte de uma restauração política e religiosa na Europa.Tais preceitos estavam postos nas ideias de Friedrich Schlegel e o Friedrich Heinrich von der Hagen.
Friedrich Rühs foi contra a validação da Edda em prosa como fonte da cultura germânica. Para ele, os mitos eddicos seriam derivados de fontes anglo-saxônicas e não de tradições nativas. Entretanto, sua teoria perdeu força diante o contexto das discussões ocorridas por volta de 1829, quando filósofos como Friedrich Hegel, entre outros, admitiram a ligação básica desse texto com a nacionalidade germânica. Por fim, o reconhecimento da autossuficiência da religião nórdica em relação às demais crenças greco-romanas e cristãs acabou enfraquecendo as críticas feitas pelo grupo de Rühs.
O contexto iluminista na Europa durante o século XVIII favoreceu a incorporação dos judeus na sociedade alemã ao considerar que todos os povos deveriam possuir o direito à cidadania. Porém, um século mais tarde, os posicionamentos em relação à questão judaica não permaneceram otimistas e se iniciou uma forte oposição ao processo de emancipação semita. Entre os nomes que se destacaram na gênese desse movimento estão Friedrich Rühs, que opunha o judaísmo aos preceitos da religião cristã e da nação alemã. Outros intelectuais que acompanhavam Rühs nessa avaliação foram Ernst Moritz Arndt, que declarava os judeus como um povo corrompido, Jakob Friedrich Fries, que salientava o estrangeirismo do judaísmo, e Hartwig Hundt-Radowsky, que considerava o povo judeu tóxico aos alemães. Para Rühs, os judeus eram diferente dos alemães e todos deveriam ser avisados dessa diferença. Essas assertivas trouxeram um clima de instabilidade e ameças aos judeus, que presenciavam o crescimento de uma Alemanha nacionalista, reforçada no Congresso de Viena, que abriu espaço ao que posteriormente foi chamado de Primeira Onda Antissemita.
Em 1815, Rühs publicou o panfleto radicalmente antijudaico "Über die Ansprüche der Juden auf das deutsche Bürgerrecht" (Sobre as reivindicações dos judeus em relação à cidadania alemã). Nele, Friedrich Rühs negou aos judeus a cidadania alemã, dizendo que eles não estavam preparados para se converter ao cristianismo. Assim, para o autor, o consentimento da cidadania ao povo judeu partia do princípio da conversão. Pode-se dizer que Rühs deu continuidade ao argumento nacionalista e antissemita anteriormente defendido por Johann Gottlieb Fichte.

### Teórico da história
Em obras como Entwurf einer Propädeutik des historischen Studiums (1811), Rühs toca em questões importantes de metodologia e teoria da história. Esta, entre outras obras, serviu de introdução à pesquisa histórica como crítica das fontes e às ciências auxiliares ao construírem um panorama sistemático dos campos do conhecimento histórico. Rühs situou-se, portanto, na tradição de Johann Gottfried Herder ao reconhecer e valorizar as singularidades de cada época e se voltou contra a filosofia da história do Iluminismo, que em sua visão, oferecia um julgamento do passado apenas pelos padrões de valores de seu próprio tempo. Em contraste, Rühs enfatizou, por exemplo, a importância da crítica dirigida metodicamente às fontes e exigiu que a história, como disciplina científica, tivesse que historicizar o passado que examinou.

## Livros
- Geschichte Schwedens (História da Suécia). 5 volumes. Hall 1803-1814. (Tradução sueca publicada 1823-1825)
- Finnland und seine Bewohner (Finlândia e seus habitantes). Greifswald 1809.
- Entwurf einer Propädeutik des historischen Studiums (Esboço de uma propedêutica do estudo histórico). 1811.  (Reedição como Volume 7 da série Knowledge and Criticism, editado e introduzido por Dirk Fleischer e Hans Schleier, Waltrop, 1997.)
- Über den Ursprung der Isländischen Poesi (Sobre a origem da poesia islandesa).  Berlim 1813.
- Historische Entwickelung des Einflusses Frankreichs und der Franzosen auf Deutschland und die Deutschen (Desenvolvimento histórico da influência da França e dos franceses sobre a Alemanha e os alemães). Berlim, 1815.
- Über die Ansprüche der Juden auf das deutsche Bürgerrecht (Sobre as reivindicações dos judeus sobre os direitos civis alemães). Berlim, 1815.
- Das Verhältnis Holsteins und Schleswigs zu Deutschland und Dänemark (A relação de Holstein e Schleswig para a Alemanha e a Dinamarca). Berlim 1817.
- Handbuch der Geschichte des Mittelalters (Manual da história da Idade Média). Nova edição melhorada: Arnold, Stuttgart 1840.